# 重齿泡花树
重齿泡花树（学名：Meliosma dilleniifolia）为清风藤科泡花树属下的一个种。